# La Fàbrica (Cornellà del Terri)
La Fàbrica és una obra de Cornellà del Terri (Pla de l'Estany) inclosa a l'Inventari del Patrimoni Arquitectònic de Catalunya.

## Descripció
Construcció industrial amb un cos principal de planta rectangular i diferents volums annexes. L'edifici principal es desenvolupa en planta baixa i dues plantes superiors i pertanys al tipus de fàbrica de pisos. L'estructura és formada per parets de càrrega de maçoneria i les façanes són arrebossades. Aquesta segueixen clarament la tipologia industrial de l'època, amb paraments plans i obertures de composició vertical. La coberta és de teula àrab a dues vessants. És interessant destacar la xemeneia existent, construïda amb obra de fàbrica amb un basament de planta quadrada i la resta cilíndrica.

## Història
Actualment la fàbrica és una filatura i també blanqueja fil. Hi ha notícia de l'existència a Borgonyà al llarg del segle xvi d'una indústria del coure anomenada La Farga d'Aram, i al segle xviii hi ha en funcionament un molí paperer.
Aquesta fàbrica tèxtil és una de les que va permetre a Borgonyà mantenir-se com el centre industrial més important de la Vall del Terri.